# EN125-10
A EN125-10 é uma estrada nacional de Portugal. A EN125-10 liga Faro ao Aeroporto de Faro. Desde 2015 que a N125 aproveita parte da Variante Norte de Faro, sendo que a parte do IC4 para leste foi requalificada como N125, enquanto que a parte a oeste faz parte desta estrada. 